# Pheia admirabilis
Pheia admirabilis är en fjärilsart som beskrevs av Felix Bryk 1953. Pheia admirabilis ingår i släktet Pheia och familjen björnspinnare. Inga underarter finns listade i Catalogue of Life.